# Capital Towers
Capital Towers— багатофункціональний житловий комплекс, який будується на Краснопресненській набережній, 14. Комплекс складається з трьох веж висотою 295 метрів. близько 80 тисяч «квадратів» передбачено під зведення житлової нерухомості, 25,2 тис. м² відведено під комерційні площі, близько 4 тисяч «квадратів» заплановано під зведення спортивно-оздоровчого комплексу. Підземна автостоянка на 216 машиномісць.